# برادلي بيرن
برادلي بيرن (بالإنجليزية: Bradley Byrne)‏ هو محامي وسياسي أمريكي، ولد في 16 فبراير 1955 في موبيل في الولايات المتحدة. حزبياً، نشط في الحزب الديمقراطي والحزب الجمهوري.

## مناصب
- في انتخابات مجلس النواب الأمريكي 2012، انتخب عضو مجلس النواب الأمريكي عن دائرة الدائرة الانتخابية الأولى لألاباما [الإنجليزية]‏ وقد انضم خلال فترته النيابية (8 يناير 2014 – 3 يناير 2015) للكتلة البرلمانية الحزب الجمهوري.
- في انتخابات مجلس النواب الأمريكي 2014 [الإنجليزية]‏، انتخب عضو مجلس النواب الأمريكي عن دائرة الدائرة الانتخابية الأولى لألاباما [الإنجليزية]‏ وقد انضم خلال فترته النيابية [الإنجليزية]‏ (6 يناير 2015 – 3 يناير 2017) للكتلة البرلمانية الحزب الجمهوري.
- في انتخابات مجلس النواب الأمريكي 2016، انتخب عضو مجلس النواب الأمريكي عن دائرة الدائرة الانتخابية الأولى لألاباما [الإنجليزية]‏ وقد انضم خلال فترته النيابية [الإنجليزية]‏ (3 يناير 2017 – 3 يناير 2019) للكتلة البرلمانية الحزب الجمهوري.
- انتخب عضو مجلس ولاية ألاباما (2002 – 2007).
- انتخب State Board of Education [الإنجليزية]‏ (1994 – 2002).